# The Breaker
The Breaker (브레이커?) è un manhwa di arti marziali scritto da Jeon Geuk-Jin, illustrato da Park Jin-Hwan e pubblicato dalla casa editrice Daiwon C.I. L'edizione italiana è stata curata da Star Comics. È stata pubblicata anche una seconda serie, diretto seguito della prima, intitolata The Breaker: New Waves (브레이커NW?).

## Trama
Yi Shioon è uno studente del primo anno della Guryong; non ha un carattere forte e non è nemmeno coraggioso, per questo motivo viene costantemente preso di mira dai bulli della sua scuola e dal loro capo, Chang-Ho, che lo picchiano per estorcergli denaro. Contuso e umiliato anche di fronte alla sua migliore amica Saehee, le sue giornate peggiorano di volta in volta.
Non potendo pagare l'ultima esosa richiesta di denaro, totalmente contro voglia, avendo notato un volantino che pubblicizzava una palestra dove si insegna autodifesa, decide di provare a dare un'occhiata per vedere se può riuscire ad opporsi, se può diventare più forte. Casualmente, nel quartiere malfamato indicato nella pubblicità, nota un uomo che poi scoprirà essere il nuovo sostituto professore Chun-woo, disintegrare con tecniche impressionanti, quasi non umane, un gruppo di energumeni che lo avevano accerchiato per la riscossione di un debito.
Nei giorni successivi a scuola le cose peggiorano sempre più e Shioon arriva a pensare che forse l'unica soluzione sia cambiare scuola o peggio ancora il suicidio. La situazione precipita quando la sua amica Saehee, per difenderlo, rivela tutto a un professore e per questo anche lei viene presa di mira. Shioon, che per difenderla aveva fatto finta di non conoscerla per tutto questo tempo, ora si trova con le spalle al muro. Per prima cosa, cerca di convincere il professore maestro di arti marziali a "sistemare" i ragazzi al posto suo, ma egli rifiuta affermando che se non dimostrerà un briciolo di coraggio non troverà mai nessuno disposto ad aiutarlo. Queste parole, unite al pensiero della ragazza nelle loro mani, risvegliano l'uomo che è in lui portandolo a decidere di mettersi in gioco e di voler cambiare a tutti costi quel suo carattere che tanto odia.
Così inizia la nuova vita per Shioon, il suo percorso per diventare più forte, senza sapere però che da lì in avanti la sua "strada" incrocerà ben presto cose più grandi di lui: una società parallela, chiamata Murim, I guerrieri più forti, capaci di gestire e convertire in forza combattiva il proprio ki tanto da superare i limiti umani, con i quali si ritroverà a combattere.
Ben presto il ragazzo scoprirà che Chun-woo in realtà è il Gumunryong, un guerriero spietato e formidabile, l'ultimo capace di padroneggiare tutte e nove le arti marziali del Drago e della Terra.

## The Breaker: New Waves
Le vicende di The Breaker: New Waves sono poste cronologicamente subito dopo l'epilogo di The Breaker, Yi Shioon è di nuovo uno studente della Nine Dragon High School e non possiede alcun potere (o arte marziale) in seguito ai fatti narrati nel prequel, dopo che Shioon si è finalmente messo l'anima in pace le giornate sembrano tornare a scorrere nella normalità, ma a quel punto un gruppo di teppisti soprannominati S.U.C. cominciano a creare scompiglio tramite l'utilizzo delle arti marziali in bella vista, Yi Shioon viene nuovamente invischiato nel mondo del Murim e tenterà in tutti i modi di riavere i suoi poteri.

## Volumi
| The Breaker (10 volumi)            |                  |                        |                   |                        |
| 1                                  | 31 agosto 2007   | ISBN 978-89-25-21614-0 | 16 giugno 2011    | ISBN 978-88-6420-149-8 |
| 2                                  | 28 dicembre 2007 | ISBN 978-89-25-22071-0 | 16 agosto 2011    | ISBN 978-88-6420-158-0 |
| 3                                  | 30 aprile 2008   | ISBN 978-89-25-22783-2 | 19 ottobre 2011   | ISBN 978-88-6420-174-0 |
| 4                                  | 18 agosto 2008   | ISBN 978-89-25-23169-3 | 14 dicembre 2011  | ISBN 978-88-6420-235-8 |
| 5                                  | 31 dicembre 2008 | ISBN 978-89-25-23674-2 | 15 febbraio 2012  | ISBN 978-88-6420-249-5 |
| 6                                  | 20 aprile 2009   | ISBN 978-89-25-24435-8 | 18 aprile 2012    | ISBN 978-88-6420-267-9 |
| 7                                  | 18 agosto 2009   | ISBN 978-89-25-24891-2 | 16 maggio 2012    | ISBN 978-88-6420-276-1 |
| 8                                  | 23 novembre 2009 | ISBN 978-89-25-25544-6 | 14 giugno 2012    | ISBN 978-88-6420-364-5 |
| 9                                  | 31 marzo 2010    | ISBN 978-89-25-26090-7 | 18 luglio 2012    | ISBN 978-88-6420-316-4 |
| 10                                 | 27 luglio 2010   | ISBN 978-89-25-26603-9 | 16 agosto 2012    | ISBN 978-88-6420-357-7 |
| The Breaker: New Waves (20 volumi) |                  |                        |                   |                        |
| 1                                  | 27 ottobre 2011  | ISBN 978-89-25-28358-6 | 19 settembre 2013 | ISBN 978-88-6420-648-6 |
| 2                                  | 28 dicembre 2011 | ISBN 978-89-25-29147-5 | 14 novembre 2013  | ISBN 978-88-6420-715-5 |
| 3                                  | 27 aprile 2012   | ISBN 978-89-25-29424-7 | 16 gennaio 2014   | ISBN 978-88-6420-789-6 |
| 4                                  | 27 giugno 2012   | ISBN 978-89-67-25063-8 | 13 marzo 2014     | ISBN 978-88-6420-886-2 |
| 5                                  | —                | —                      | 15 maggio 2014    | ISBN 978-88-6420-941-8 |
| 6                                  | 27 febbraio 2013 | ISBN 978-89-68-22023-4 | 17 luglio 2014    | ISBN 978-88-6920-000-7 |
| 7                                  | —                | —                      | 18 settembre 2014 | ISBN 978-88-6920-047-2 |
| 8                                  | 10 ottobre 2013  | ISBN 978-89-68-22639-7 | 20 novembre 2014  | ISBN 978-88-6920-129-5 |
| 9                                  | 31 dicembre 2013 | ISBN 978-89-68-22735-6 | 15 gennaio 2015   | ISBN 978-88-6920-179-0 |
| 10                                 | 21 maggio 2014   | ISBN 978-89-68-22927-5 | 18 marzo 2015     | ISBN 978-88-6920-237-7 |
| 11                                 | 21 agosto 2014   | ISBN 979-11-56-25756-1 | 13 maggio 2015    | ISBN 978-88-6920-306-0 |
| 12                                 | 27 ottobre 2014  | ISBN 979-11-56-25771-4 | 14 ottobre 2015   | ISBN 978-88-6920-505-7 |
| 13                                 | 5 febbraio 2015  | ISBN 979-11-57-54288-8 | 16 dicembre 2015  | ISBN 978-88-6920-603-0 |
| 14                                 | 22 maggio 2015   | ISBN 979-11-57-54587-2 | 18 maggio 2016    | ISBN 978-88-6920-927-7 |
| 15                                 | —                | ISBN 979-11-33-40050-8 | 20 luglio 2016    | ISBN 978-88-226-0129-2 |
| 16                                 | 23 ottobre 2015  | ISBN 979-11-33-40785-9 | 21 settembre 2016 | ISBN 978-88-226-0311-1 |
| 17                                 | 24 dicembre 2015 | ISBN 979-11-33-41191-7 | 15 marzo 2017     | ISBN 978-88-226-0526-9 |
| 18                                 | 25 febbraio 2016 | ISBN 979-11-33-41384-3 | 17 maggio 2017    | ISBN 978-88-226-0581-8 |
| 19                                 | —                | ISBN 979-11-33-41729-2 | 20 settembre 2017 | ISBN 978-88-226-0697-6 |
| 20                                 | —                | ISBN 979-11-33-42265-4 | 17 gennaio 2018   | ISBN 978-88-226-0839-0 |